# Cheungbeia laterculata
Cheungbeia laterculata é uma espécie de gastrópode do gênero Cheungbeia, pertencente a família Pseudomelatomidae.